# 郡山市日和田野球場
郡山市日和田野球場（こおりやましひわだやきゅうじょう）は、福島県郡山市日和田町にある野球場。

## 概要
1970年（昭和45年）竣工。安積山公園内にあり、主にアマチュアの軟式野球の大会に使用される。郡山市公共施設案内・予約システムにて利用予約が可能。

## 施設
- 観客席 - バックネット裏にコンクリート製で9段の席など、球場全体で公称5,000人
- スコアボード - 手動式、センター付近にあり

## 交通
- 東北本線日和田駅下車徒歩15分